# Nouvelle-Zélande aux Jeux olympiques d'été de 1980
La Nouvelle-Zélande a longtemps hésité pour savoir si elle enverrait des athlètes aux Jeux olympiques de Moscou, en suivant ou non le boycott américain. Au départ, la Nouvelle-Zélande accepta l'invitation soviétique et elle comptait envoyer une centaine de participants. Puis, sous la pression du gouvernement de Robert Muldoon, on refusa au comité olympique de défiler sous le drapeau national et aux personnels encadrants de délivrer des visas pour la compétition. On menaça les fédérations de leur retirer les subventions si elles engageaient des sportifs et une mystérieuse Patriotic New Zealanders Organisation envoyait des lettres de menaces de mort aux athlètes désirant se rendre en URSS.
Lors des précédents Jeux olympiques, 87 athlètes s'étaient rendus à Montréal et la délégation avait rapporté quatre médailles dont le titre sur 1 500 m pour John Walker et l'or pour le Hockey sur gazon. Lors des Jeux de Moscou, seuls quatre athlètes sont engagés et ils défilèrent, non derrière la bannière olympique comme l'Australie, mais sous la bannière du comité.
En Pentathlon moderne, Brian Newth rencontra des problèmes avec son pistolet et finira 14e. Quant aux kayakistes, spécialistes de la course en ligne, ils s'aperçurent qu'il manquait un siège à une de leurs embarcations, qu'ils avaient louées au Royaume-Uni car ils n'avaient pas eu de soutiens financiers. Ce sont finalement les Soviétiques qui leur ont prêté deux kayaks. S'ils ne gagnent aucune médaille cette année-là, les athlètes prendront leur revanche quatre ans plus tard aux Jeux de Los Angeles en gagnant quatre titres.

## Engagés par sport

### Canoë-kayak
- Ian Ferguson : 7e en K-1 500 , 8e en K-1 1000
- Alan Thompson et Geoff Walker : demi-finale en K-2 500, 8e en K-2 1000

Christopher Macdonald n'étant pas présent, l'équipe ne s'aligna pas pour l'épreuve du K-4 1000

### Pentathlon moderne
- Brian Newth - 14e